# Breitenburg
Breitenburg est une commune allemande du Schleswig-Holstein, située dans l'arrondissement de Steinburg (Kreis Steinburg), au sud de la ville d'Itzehoe. Elle est le chef-lieu de l'Amt Breitenburg qui regroupe onze communes en tout.